# I guerrieri della notte
I guerrieri della notte (The Warriors) è un film del 1979, diretto da Walter Hill e ispirato dall'omonimo romanzo scritto da Sol Yurick.
Protagonista del film è una fittizia gang di strada di Coney Island, i Warriors, che mandano una propria delegazione al grande raduno di tutte le bande giovanili newyorkesi convocata nel Bronx. In quell'occasione, tuttavia, vengono ingiustamente accusati dell'uccisione del capo di una rispettata banda rivale, trovandosi così a dover sfuggire agli agguati dei gruppi rivali e della polizia mentre attraversano l'intera città per tornare a Brooklyn.
Divenuto in breve tempo un film di culto, la pellicola ha riscosso un grande successo finanziario e dato vita a un franchising di DVD, videogiochi e libri.

## Trama
New York. La sera del 13 luglio 1979 viene proclamata una tregua tra tutte le bande giovanili che controllano i quartieri della città per permettere un grande raduno in un parco del Bronx, a cui ogni banda può partecipare con una delegazione disarmata di nove elementi. Il raduno è stato organizzato da Cyrus, leader dei Riffs, la banda più numerosa della città.
L'uomo è un leader intelligente e carismatico, acclamato da tutte le delegazioni delle bande giovanili. Avvolto in un kimono di seta, egli arringa la folla e propone di unire tutte le forze disponibili, sfruttando la preponderanza numerica sulle forze dell'ordine al fine di sottrarre il controllo dei quartieri alla criminalità legalizzata della polizia.
Nonostante l'accordo, lo psicopatico Luther, capo della gang dei Rogues, uccide Cyrus a colpi di pistola. Fox, uno dei membri dei Warriors, una banda di Coney Island, vede l'assassino. Luther gli punta la pistola, ma accecato da alcuni riflettori, non riesce a sparargli, così urla ai Riffs che a sparare a Cyrus sia stato Cleon, il leader della delegazione dei Warriors, che viene così linciato dai Riffs e da componenti di altre gang.
L'irruzione della polizia disperde le bande. I Riffs, desiderosi di vendetta, fanno diffondere la notizia dell'assassinio di Cyrus dalla radio ufficiale delle gang attraverso la speaker Dolly Bomba, e la disposizione di catturare vivi i Warriors, accusati della morte del loro capo.
Tra i Warriors, rimasti in otto, disarmati e senza il loro capo, sorge un problema di leadership tra Swan, ragazzo intelligente e di buon senso, ed Ajax, duro del gruppo. Essendo stato Swan nominato da Cleon capoguerra, ora è suo compito guidare i membri rimasti. Prende così la decisione di tornare nel loro territorio di Coney Island, senza tuttavia nascondersi tra la folla togliendosi i loro gilet di pelle dell'uniforme, per portare onore alla banda fino all'ultimo. Dopo aver affrontato un gruppo di rasati a zero, i Turnbulls Ac's, riescono a salire all'ultimo sulla metropolitana. Un incendio scoppiato in una galleria li costringe tuttavia a proseguire a piedi e a scontrarsi con le varie bande che incontreranno lungo il percorso. Significativa è la battaglia contro i Baseball Furies, che montano la guardia all'esterno della metropolitana sulla 96ª strada e appaiono silenziosi agitando delle mazze. Inizialmente i Warriors devono fuggire a causa dell'inferiorità numerica, poi hanno la meglio in uno scontro al Riverside Park.
Il gruppo inizia a perdere degli elementi: Fox viene gettato sotto un treno da un "elmetto", un poliziotto con cui stava lottando, e Ajax viene arrestato per aver conosciuto una ragazza in un parco che in realtà è un'esca della polizia. Durante il ritorno la gang deve anche scontrarsi, nei pressi di Union Square, con una banda di ragazze, le Lizzies, all'apparenza ospitali, ma che poi tentano di ucciderli dopo averli invitati nel loro covo.
Nel frattempo, al gruppo di Swan si unisce Mercy, una ragazza degli Orphans, una banda poco riconosciuta dalle altre ma pur sempre pericolosa, attratta da Swan. Riunitosi agli altri dopo la morte di Fox, egli sosterrà, in un bagno pubblico della fermata di Union Square, una violenta rissa con la banda dei Punks.
Swan e i suoi riescono a raggiungere la destinazione dove sono attesi da Luther, deciso a eliminare i componenti della gang e potersi così guadagnare la reputazione di vendicatore. Swan non smentisce il suo carattere indomito e, nonostante Luther lo minacci con la pistola, riesce a disarmarlo con il lancio di un coltello.
Sulla spiaggia di Coney Island, Warriors e Rogues vengono raggiunti dai Riffs, che hanno scoperto la responsabilità dei secondi grazie a dei testimoni. I Warriors, avendo riscattato il loro nome, vengono lasciati andare, mentre i Riffs si chiudono intorno ai Rogues per fare giustizia. La notte, come la battaglia per la sopravvivenza dei Guerrieri, è conclusa. L'ultima scena vede i membri rimasti camminare in gruppo sulla spiaggia, con Mercy e Swan che si tengono per mano, mentre il sole inizia a sorgere sull'orizzonte.

## I Guerrieri
I Guerrieri (Warriors) sono la gang protagonista del film. La loro uniforme consiste principalmente in un gilet di pelle bruno su cui è impressa la scritta "Warriors" e uno stemma ispirato alla cultura dei nativi americani. In una delle scene tagliate del film (aggiunte nella versione director's cut in DVD), il capobanda Cleon afferma che i "Guerrieri" hanno sede a Coney Island e sono composti da circa 120 elementi. Al raduno organizzato da Cyrus potranno andare solo nove delegati, scelti tra i più valorosi, gli unici che appaiono nel film:
- Cleon (Dorsey Wright): fondatore e leader dei Guerrieri, e chiamato come l'omonimo politico ateniese, Cleon indossa una fascia gialla con decorazioni ramificate nere, per coprire la testa. Scompare dopo l'assassinio di Cyrus, catturato dai Riffs perché ritenuto assassino del loro capo, rimanendo probabilmente ucciso.
- Swan (Michael Beck): dopo la scomparsa di Cleon è lui a prendere il comando, decidendo di tornare a Coney Island senza nascondersi abbandonando le proprie uniformi. Alla fine del film riuscirà a vendicare Cleon, sconfiggendo Luther sulla spiaggia di Coney Island. Swan sembra insofferente alla vita di lottatore di strada, ma dimostra un orgoglio inaspettato ed un istinto di protezione con i suoi affiliati.
- Ajax (James Remar): dal carattere impulsivo e ribelle, è uno dei migliori combattenti e riesce a tenere testa a uomini armati di mazze (i Baseball Furies) a mani nude. Verrà arrestato da una poliziotta in borghese.
- Vermin (Terry Michos): è uno dei fondatori del clan. Molto giudizioso e leale, è considerato il "cassiere" della gang ed è incaricato di portarli al raduno. Secondo una scena di un copione alternativo, Vermin sarebbe dovuto morire sotto il fuoco di una delle Lizzies.
- Cochise (David Harris): contraddistinto dai gioielli tipici dei nativi americani e dei capelli afro con una bandana legata intorno, viene scelto per andare nel Bronx. Originario di Harlem, preferì unirsi ai Guerrieri piuttosto che ai suoi compaesani Boppers. In una scena alternativa sarebbe dovuto morire gettato nel fiume Hudson.
- Fox (Thomas G. Waites): è lo scout della gang, e conosce molto bene il territorio e le gang nemici. Rimane investito da una metropolitana in corsa durante una lotta con un poliziotto. Nella prima sceneggiatura Fox avrebbe dovuto essere l'iniziale amore di Mercy, poi sostituito da Swan.
- Rembrandt (Marcelino Sánchez): appassionato di graffiti, ha una bomboletta spray con cui marchia i murales nel suo passaggio. È piuttosto astuto, ed il primo a sospettare delle Lizzies.
- Snow (Brian Tyler): di origini orientali e afroamericane, dimostra la sua abilità nella rissa sia contro i Baseball Furies sia contro i Punks. È introverso e tra tutti i Guerrieri è forse quello più giudizioso e tranquillo.
- Cowboy (Tom McKitterick): molto ottimista e allegro, indossa un caratteristico cappello da cowboy ed è un amico di vecchia data di Swan. Non spicca nel combattimento, ma ciononostante non si tira mai indietro.

Alcuni personaggi prendono il nome di storici combattenti dell'antichità: il personaggio di Ajax è ispirato all'omonimo Aiace Telamonio, quello di Cleon all'ateniese Cleone, e quello di Cyrus al monarca persiano Ciro il Grande.

## Le altre gang
Queste sono le principali gang, quelle che appaiono anche nel film, di cui fanno parte anche quelle che si sono scontrate direttamente con i guerrieri.

### Gang principali
- Turnbull Ac's: ispirati a una banda di Skinhead nel mondo reale, sono la prima gang che affrontano i Guerrieri a Gunhill (Bronx). Girano per la città in gran numero a bordo di un furgone dipinto di verde ed indossano giubbotti di pelle o di jeans. Secondo Rembrandt, a causa della loro crudeltà, sono temuti anche dai Riffs.
- Orphans: i Guerrieri sono costretti a passare per il loro territorio di Tremont, impossibilitati a prendere la metropolitana. Gli Orfani indossano dei jeans e una maglietta verde militare con scritto "Orphans". Non sono potenti né famosi (non sono neanche stati invitati al raduno di Cyrus). Mercy, prima di unirsi ai Guerrieri, era la fidanzata del capo degli Orfani.
- Baseball Furies: spesso detti semplicemente "Furies", sono un'inquietante gang di Riverside Park. Armati di mazze da baseball, hanno i volti dipinti in modo grottesco, e intercettano Swan, Ajax, Snow e Cowboy in fuga dalla polizia, costringendoli a sconfiggerli a mani nude. Walter Hill si ispirò combinando due delle sue grandi passioni, il baseball e il gruppo rock KISS noto per il caratteristico make up.
- Lizzies: composte da sole donne, aspettano Vermin, Cochise e Rembrandt alla stazione di Union Square e li invitano nel loro covo. Vermin e Cochise vengono sedotti dalle ragazze, ma Rembrandt capisce invece che qualcosa non va; e infatti, le Lizzies bloccano la porta e, accusandoli di aver ucciso Cyrus, gli sparano addosso nel tentativo di ucciderli riuscendo però solo a colpire Rembrandt sull'avambraccio destro con un coltello. Solo a questo punto i Guerrieri capiscono il motivo dell'accanimento delle altre gang, e si rendono conto che dovranno tornare a casa combattendo.
- Punks: aspettano i guerrieri in una fermata del treno (la Bowery di Manhattan) e si scontrano con loro nel bagno degli uomini della fermata, cercando di prenderli in un'imboscata. Indossano delle magliette a strisce con bretelle e dei completi da lavoro.
- Rogues: i Rogues di Hell's Kitchen indossano degli abiti neri in pelle con borchie e catene e hanno ricamato sul giacchetto un vecchio stemma della Cadillac. Il loro capo Luther, molto violento e disturbato, è l'antagonista principale del film: uccide un poliziotto e gli ruba il distintivo (che porterà come una medaglia) e la pistola che userà poi per minacciare i Guerrieri nella scena finale, inoltre ammetterà di aver ucciso Cyrus senza un motivo preciso.
- Riffs: sono una gang di Gramercy Park ben organizzata, la più grande di New York. Cyrus, il capo, sognava di poter un giorno conquistare la città. Dopo il suo assassinio, il suo aiutante Masai gli subentra e comunica a tutte le gang di portargli i responsabili vivi, i Guerrieri. Sono preparati a livello paramilitare e molto specializzati in arti marziali, e infatti la loro uniforme arancione richiama molto quella dei monaci Shaolin, anche se alla fine del film sono vestiti con magliette e pantaloni neri, quindi probabilmente la prima è utilizzata solo per le occasioni speciali. La gang sembra composta solo da membri afroamericani, o comunque con origini afroamericane (Cyrus stesso sembra essere in parte nativo americano).

### Gang secondarie
- Hurricanes: sono una gang di "Spanish Harlem" vestiti con camicie hawaiane. Si vedono solo al raduno.
- Boppers: sono una gang di Harlem; indossano delle giacche porpora, dei pantaloni color crema e dei cappelli. Appaiono sia al raduno che nella scena precedente. Sono nel giro dei discobar, delle spogliarelliste e delle prostitute.
- Hi-Hats: questa gang di Soho si ispira ai mimi quanto al look: hanno la faccia pitturata di bianco, magliette rosse con righe nere, pantaloni e bretelle nere e cappelli a cilindro neri. Compare sia nella scena che presenta le varie gang, sia al raduno.
- Electric Eliminators: appaiono nella scena di presentazione e al raduno. Si notano grazie al loro caratteristico giubbotto giallo acceso.
- Savage Huns: è una banda di Chinatown esperta in arti marziali. Indossano degli abiti verde scuro con dei cappelli a punta marroni. Si vedono nelle due scene iniziali.
- Moonrunners: provengono da Pelham, nel Bronx, e sono esperti di graffiti. Indossano delle giacche viola o argentate con il loro stemma, una luna con delle borchie e un coltello. Si vedono solo al raduno.
- Saracens: sono una gang di Bensonhurst, nemici giurati della gang che sta nello stesso territorio, i Jones Street Boys. Indossano una canottiera nera e dei pantaloni neri. Hanno un forte senso dell'onore, e sono rispettati e temuti da tutti. Hanno grande stima per i Guerrieri.
- Satans Mothers: sono una gang di "Sheepshead Bay" a Brooklyn. Appaiono al raduno.
- Jones Street Boys: sono una gang di Bensonhurst, nemici dei Saracens. Sono presenti al raduno con le loro magliette a righe gialle e nere. A differenza delle altre gang, appartengono ad un ceto sociale benestante.
- Van Cortlandt Rangers: indossano delle magliette a righe sottili orizzontali bianche e nere con dei cappelli. Sono accanto ai Moonrunners al grande raduno.
- Boyle Avenue Runners: una gang con dei jeans e degli abiti neri. I suoi membri compaiono nella scena iniziale delle gang.
- Gladiators: si vedono passare attraverso i tornelli della metro mentre vanno al raduno; vestono jeans con una maglietta nera.
- Panzers: un gruppo di ragazzi con dei giubbotti militari e cappelli di vari colori; compaiono sia nella scena iniziale che al raduno.

### Lista completa
Qui segue la lista completa delle gang originali, del primo copione, i nomi sono quelli originali in lingua inglese del film.
- The Alleycats
- The Amsterdam All-Stars
- The Baseball Furies
- The Black Hands
- The Blackjacks
- The Big Trains
- The Boppers
- The Boyle Avenue Runners
- The Charlemagnes
- The Colt 45's
- The Dealers
- The Delaney Rovers
- The Dingos
- The E Street Shufflers
- The Easy Aces
- The Electric Eliminators
- The Eighth Avenue Apaches
- The Fastballs
- The Fifth Street Bombers
- The Filmores
- The Firetasters
- The Five Points
- The Gerrards
- The Gladiators
- The Go Hards
- The Gun Hill Dancers
- The Gramercy Riffs
- The Hi Hats
- The High Rollers
- The Homeboys
- The Hoplites
- The Howitzers
- The Huks
- The Hurricanes
- The Imps
- The Jesters
- The Jones Street Boys
- The Judas Bunch
- The Jupiters
- The Knockdowns
- The Knuckles
- The Lizzies
- The Locos
- The Magicians
- The Meatpackers
- The Moonrunners
- The Napoleons
- The Nickel Steaks
- The Nightriders
- The Ninth Avenue Razors
- The Orphans
- The Panzers
- The Phillies
- The Plainsmen
- The Punks
- The Queen's Bridge Mutilators
- The Real Boys
- The Red Hook Shooters
- The Roadmasters
- The Rogues
- The Romans
- The Runaways
- The Saracens
- The Saratogas
- The Savage Huns
- The Shanghai Sultans
- The Southern Cross
- The Speedwagons
- The Stevedores
- The Stilletos
- The Stonebreakers
- The Terriers
- The Turks
- The Turnbull Ac's
- The Van Cortlandt Rangers
- The Warriors
- The Whispers
- The Xenophones
- The Xylophones
- The Yo-Yo's
- The Youngbloods
- The Zodiacs
- The Zulus

## Cast
- Riffs: Roger Hill (Cyrus), Edward Sewer (Masai), Ron Ferrel, Fernando Castillo, Hubert Edwards, Larry Sears, Mike James, Gregory Cleghorne, George Lee Miles, Stanley Timms, John Maurice, Jamie Perry, Winston Yarde.
- Rogues: David Patrick Kelly (Luther), Joel Weiss (Cropsey), Harold Miller, Dan Bonnell, Dan Battles, Tom Jarus, Michael Garfield, Chris Harley, Mark Baltzar.
- Turnbull Ac's: J.W. Smith, Cal St. John, Joe Zimmardi, Carrotte, William Williams, Marvin Foster, John Barnes, Ken Thret, Michael Jeffrey.
- Orphans: Paul Greco (Sully), Apache Ramos (Orfano afro), Tony Michael Pann, Neal Gold, James Margolin, Chuck Mason, Andy Engels, Ian Cohen, Charles Serrano, Charles Doolan.
- Baseball Furies: Jerry Hewitt (Capo), Bob Ryder, Joseph Bergman, Richard Ciotti, Tony Latham, Eugene Bicknell, T.J. McNamara, Steven James, Lane Ruoff, Harry Madsen, Billy Anagnos, John Gibson.
- Lizzies: Kate Klugman (capo), Lisa Maurer, Dee Dee Benrey, Jordan Cae Harrell, Donna Ritchie, Doran Clark, Patty Brown, Iris Alahanti, Victoria Vanderkloot, Laura De Lano, Suki Rothchild, Heidi Lynch
- Punks: Konrad Sheehan (capo), Craig Baxley, A.J. Bakunas, Gary Baxley, Eddy Earl Hatch, Tom Huff, Leon Delaney.
- Polizia: Irwin Keyes, Larry Silvestri, Sonny Landham, Frank Ferrara, Pat Flannery, Leo Ciani, Charlie McCarthy

## Produzione

### Sceneggiatura
Secondo la prima versione della sceneggiatura, il personaggio di Vermin doveva rimanere ucciso poco prima del termine della trama.

### Lavorazione
In fase di lavorazione, il titolo del film era Streets of fire (Strade di fuoco), ma poiché alla produzione questo titolo non piaceva, il regista Walter Hill lo tenne in serbo per poterlo utilizzare in un'occasione successiva.
La scena del bagno degli uomini in cui i guerrieri si scontrano contro i Punks è l'unica girata all'interno di un set; costruito appositamente agli Studi Astoria di Long Island (Queens). Per girare la sequenza ci sono voluti 5 giorni di riprese per 11 ore di lavoro giornaliero.
Gli attori che interpretavano i Turnbull si recavano in un fast food per la pausa pranzo senza avere il tempo di togliersi i costumi, e questo fatto ha per un po' di tempo intimorito gestori e consumatori del locale sino alla notizia della produzione del film.
Riguardo alle numerose scene di corsa presenti nella trama, Marcelino Sanchez (Rembrandt) disse: «Qualche volta mi domando se questo è un film o una maratona» ((EN)  «Sometimes I wonder if this is a motion picture or a marathon»).
In alcuni set furono salariati di 500$ al giorno dei veri microcriminali per proteggere i furgoni della produzione da eventuali vandalismi. Altri reali appartenenti a bande di strada hanno partecipato al raduno iniziale nel Bronx.
Le giacche dei guerrieri sono state fabbricate in finta pelle. I graffiti che marchiano il territorio dei protagonisti sono stati realizzati da un gruppo di graffitari assunti appositamente che non sono stati stipendiati ma fatti partecipare come attori/comparse.
Nella scena ambientata nella metropolitana dove Mercy corre guidata da Fox, l'attore non ha lasciato in tempo la mano della donna rompendole di conseguenza il polso; nelle successive apparizioni della donna questa appare con un giubbotto che è servito a coprire la fasciatura.
La famosa scena di Luther che richiama i guerrieri con le tre bottiglie è stata improvvisata dall'attore sul momento («guerrieri, giochiamo a fare la guerra?»), spiegando successivamente d'aver preso spunto dalle provocazioni che un suo anziano vicino gli faceva quando era piccolo. La battuta inglese originale recita " Warriors, come out to play " (Guerrieri, venite fuori a giocare). Secondo altre fonti, invece, la frase è stata suggerita all'attore dal regista Walter Hill.

#### Luoghi delle riprese
Gli esterni del film vennero spostati molte volte a causa della moltitudine di gente incuriosita che interrompeva le riprese. L'intero film venne girato direttamente nelle reali strade di New York, eccezion fatta per alcune scene in interno girate negli Astoria Studios. Le riprese si svolgevano dall'alba al tramonto. Mentre si girava nel Bronx, furono gettati alcuni mattoni a membri della troupe. L'attore Joel Weiss ricorda che le riprese delle scene sulla Avenue A furono cancellate perché si era verificato un duplice omicidio nei paraggi poco tempo prima. Per la riunione delle gang all'inizio del film, Hill volle degli autentici membri di bande di strada tra la folla, con qualche poliziotto in borghese in modo da evitare problemi di qualsiasi genere.
Alcuni membri delle gang provarono a sfidare a battersi i membri del cast che interpretavano i guerrieri ma furono respinti dalla security. Originariamente, il personaggio di Fox avrebbe dovuto avere una relazione sentimentale con Mercy, mentre invece Swan doveva essere catturato da una gang rivale di omosessuali chiamata The Dingos, per poi riuscire a fuggire: tuttavia, Hill vedendo i giornalieri si accorse che Beck e Van Valkenburgh avevano una grande intesa sul set; e quindi fece riscrivere il copione in modo da far innamorare i loro due personaggi. L'attore Thomas G. Waites, che interpretava Fox, non fu contento del cambiamento ed ebbe una violenta discussione con Hill, quindi il suo personaggio venne fatto morire e lui finì per essere licenziato dopo otto settimane dall'inizio delle riprese.
L'auto utilizzata dai Rogues nella scena finale a Coney Island era una Cadillac del 1955.

## Scene tagliate
Sono ancora reperibili su internet varie scene che sono poi state tagliate nella versione finale del film. Prima fra tutte la parte iniziale dove, di giorno a Coney Island, Cleon (capo della banda) spiega alla sua fidanzata l'importanza di andare al raduno nel Bronx e raduna i membri della gang che lo accompagneranno, spiegando a ciascuno il ruolo che dovrà avere nella missione.

## Distribuzione
Il film è stato distribuito nelle sale cinematografiche italiane nel mese di agosto del 1979.

### Data di uscita
Alcune date di uscita internazionali nel corso degli anni sono state:
- 9 febbraio 1979 negli USA (The Warriors)[5]
- 30 agosto 1979 in Italia[6]

### Divieti
In Italia è stato vietato ai minori di 18 anni per i suoi contenuti molto violenti.

## Opera di riferimento
La pellicola è tratta dall'omonimo romanzo di Sol Yurick (edito in Italia dalla Fanucci), ispirato a sua volta dall'Anabasi di Senofonte, tradotto dall'autore in un contesto di guerra tra bande giovanili rivali.
L'Anabasi è un'opera autobiografica dallo storico ateniese Senofonte che, avendo partecipato da mercenario ad una guerra civile persiana, narra della ritirata dei Diecimila mercenari ellenici attraverso l'impero persiano, dopo che Ciro il Giovane (da qui il nome Cyrus, il potente e rispettato leader dei Riffs), pretendente al trono imperiale e loro capo e reclutatore, era stato ucciso nella battaglia di Cunassa.
I Warriors del film dovranno compiere un'impresa analoga a quella dei guerrieri greci, che si trovarono ad attraversare l'impero basandosi solo sulle proprie forze, attaccati da tutti i popoli sottomessi all'impero (il film propone il parallelismo con le gang rivali), e inseguiti da un esercito nemico; riusciranno nel loro intento, rivedendo il mare dal monte Teche in una penisola della Turchia settentrionale (Thalassa! Thalassa! nel testo senofontiano).
Il film presenta anche alcuni riferimenti al poema omerico dell'Odissea. Questo si nota nel tema del ritorno che caratterizza tanto il poema quanto il film.

## Altri media

### Videogioco
- La Rockstar Games ha realizzato un videogioco ispirato al film e intitolato appunto The Warriors. La trama precede di tre mesi il grande raduno di NY, approfondendo la nascita e la prima formazione della gang, per poi allinearsi con gli eventi del film culminando con l'arrivo dei Riffs.

### Serie Tv
- I fratelli Anthony e Joe Russo hanno in progetto una serie televisiva ripresa da "I guerrieri della notte". La serie sarà prodotta e distribuita dalla Paramount e Hulu. Inoltre, tra i produttori esecutivi, comparirà anche Lawrence Gordon, già produttore del film. La trama dovrebbe seguire quella del film, per cui può considerarsi un reboot dello stesso. Per quanto riguarda il cast non vi sono ancora notizie concrete.

## Casi mediatici
- A causa di una banda di strada realmente esistente in Coney Island conosciuta come The Homicides che vestiva in un modo rappresentato dai costumisti per una gang nel film, i produttori si assicurarono - per l'incolumità del cast - che nessuno girasse con i loro abiti.
- Alcuni collaboratori alla produzione ricevettero missive contenenti minacce di morte per via dell'esclusione di alcuni membri di gang locali nel cast.
- Uno dei set usati nel corso della lavorazione fu vandalizzato durante la pausa pranzo da alcuni sconosciuti, identificati successivamente come appartenenti a una banda malavitosa di strada.
- Il presidente Ronald Reagan ha chiamato Michael Beck (Swan) per congratularsi con lui e per dirgli che il film gli è piaciuto molto[7].

## Citazioni
- In ambito musicale, il film viene citato nella canzone Cinque a Uno dei Colle der Fomento dall'album Odio Pieno del 1996 e nella canzone degli Articolo 31 Noi no, dall'album Domani smetto del 2002. Viene ripreso inoltre nella canzone Via con me di DJ Nais ft. Supa, Fabri Fibra, Danti & Daniele Vit, dal web album Sonocazzimiei del 2010. Anche il gruppo hip hop statunitense Tha Eastsidaz (capitanato da Snoop Dogg) ha inserito nel suo singolo I Luv It, presente nell'album Duces 'n Trayz: The Old Fashioned Way, la famosa frase "Warriors, come out to play", modificandola in "Eastsidaz, come out to play" (nel relativo videoclip, si vede Snoop pronunciare la frase con due bottiglie di birra infilate nelle dita di una mano, esattamente come fa David Patrick Kelly nel film).
- In ambito cinematografico, nel film American Gigolò (1980), nella scena in cui il personaggio interpretato da Richard Gere si accorge di essere seguito a piedi dall'assistente del senatore, quest'ultimo viene bloccato da Gere proprio su un muro su cui è presente il murale con la scritta "The Warriors" in rosso. Inoltre, in Qualcosa è cambiato (1997), in una scena iniziale si vede un dipinto raffigurante la wonder wheel che compare nella sequenza d'apertura del film. Nel film italiano Arrivano i gatti (1980) durante la scena sull'autobus i quattro comici incontrano una banda di teppisti, ai quali si rivolgono: "Ma voi, non siete mica i guerrieri della notte?...ma allora, cosa ci fate in giro di giorno?".
- In ambito cinematografico, nel film John Wick 4, nella scena in cui il protagonista viene inseguito per le strade di Parigi con le stesse modalità di avviso dei sicari tramite la radio.
- Nel videogioco Grand Theft Auto IV: The Lost and Damned, nella missione "Bad Standing", durante il viaggio verso il covo dove si nasconde Brian Jeremy, Johnny Klebitz gli dirà, con lo stesso tono della celebre battuta di Luther, Brian, vieni fuori a giocare (Brian, come out to play).
- Nella prima puntata della 4 stagione di The Cleveland Show, un cittadino di Gootchland imita Luther invitando ad uscire Cleveland e i suoi amici mentre sbatte 3 bottiglie di birra infilate nelle dita.
- Nell'album dei Twisted Sister, Come Out and Play, l'inizio della title track riprende la famosa frase "Warriors, come out to play", modificandola in "Twisted Sister, come out to play".
- Nel sedicesimo episodio della ventesima stagione de I Simpson, Ambarabà Maya e Boe!, Maggie viene lasciata da Homer in un parchetto dove viene minacciata dal figlio di Patata che, come Luther, sbatte tre bottiglie infilate nelle dita.
- Nel venticinquesimo episodio della terza stagione de Lo straordinario mondo di Gumball, L'apocalisse, Jackie Wilson esce dalla carcassa di un furgone sbattendo delle bottiglie infilate sulle dita come Luther.
- Nel quattordicesimo episodio della 25 stagione de I Simpson, viene di base riproposto il film con Bart Simpson, Nelson Muntz, Secco Jones, Dolph Starbeam (Spada) e Kearney Zzyzwicz (Patata) che, durante un ritrovo di bulli, vengono accusati di aver steso con un colpo di fionda l'organizzatore, trovandosi così a dover scappare da varie bande di bulli per tornare a casa, proprio come i Warriors.
- Il film I fichissimi comincia con una chiara parodia di questo film.

## Home Video rimontato
La Paramount Pictures ha distribuito in DVD (2005) e Blu-ray (2007) una versione restaurata e rimontata, con inserti di transizione tra sequenze in stile fumettistico, una nuova introduzione e il commento dell'autore che, nonostante si sia dimostrato parzialmente insoddisfatto del nuovo montaggio, dichiara la nuova versione più consona alle sue iniziali intenzioni realizzative. Questa edizione è stata inizialmente commercializzata solamente nei paesi anglofoni.. Nel 2023 esce in Blu-ray anche la versione italiana della Director's Cut.

## Remake
Nel 2008 il regista inglese Tony Scott aveva annunciato di essere impegnato nella realizzazione di un remake del film, dal titolo The Warriors, rimasto in sospeso a seguito del suicidio del regista, lanciatosi nell'agosto del 2012 dal Vincent Thomas Bridge di Los Angeles, lo stesso che aveva dichiarato di voler includere nel remake. La storia, infatti, si sarebbe dovuta svolgere nella città di Los Angeles, con un'ambientazione ai giorni nostri.

## Nella cultura di massa
- Il compositore Lin-Manuel Miranda si ispira all’opera per la realizzazione dell’album Warriors.[12]